# Arrondissement Rijsel
Rijsel (Frans: Lille) is een arrondissement van het Franse Noorderdepartement in de regio Hauts-de-France. De onderprefectuur is Rijsel.
Het grondgebied van het arrondissement komt ongeveer overeen met dat van de historische kasselrij Rijsel tijdens het ancien régime.

## Kantons
Het arrondissement is na de reorganisatie van de kantonale indeling in Frankrijk van 2014-15 samengesteld uit de volgende kantons:
- Kanton Annœullin
- Kanton Armentières
- Kanton Croix
- Kanton Faches-Thumesnil
- Kanton Lambersart
- Kanton Rijsel-1
- Kanton Rijsel-2
- Kanton Rijsel-3
- Kanton Rijsel-4
- Kanton Rijsel-5
- Kanton Rijsel-6
- Kanton Roubaix-1
- Kanton Roubaix-2
- Kanton Templeuve-en-Pévèle
- Kanton Tourcoing-1
- Kanton Tourcoing-2
- Kanton Villeneuve-d'Ascq

Voor 2015 was het arrondissement Rijsel ingedeeld in de volgende kantons:
- Kanton Armentières
- Kanton La Bassée
- Kanton Cysoing
- Kanton Haubourdin
- Kanton Lannoy
- Kanton Lomme
- Kanton Marcq-en-Barœul
- Kanton Pont-à-Marcq
- Kanton Quesnoy-sur-Deûle
- Kanton Rijsel-Centrum
- Kanton Rijsel-Oost
- Kanton Rijsel-Noord
- Kanton Rijsel-Noordoost
- Kanton Rijsel-West
- Kanton Rijsel-Zuid
- Kanton Rijsel-Zuidoost
- Kanton Rijsel-Zuidwest
- Kanton Roubaix-Centre
- Kanton Roubaix-Est
- Kanton Roubaix-Nord
- Kanton Roubaix-Ouest
- Kanton Tourcoing-Nord
- Kanton Tourcoing-Nord-Est
- Kanton Tourcoing-Sud
- Kanton Seclin-Nord
- Kanton Seclin-Sud
- Kanton Villeneuve-d'Ascq-Nord
- Kanton Villeneuve-d'Ascq-Sud